# Salles-d'Angles
Salles-d'Angles és un municipi francès situat al departament del Charente i a la regió de la Nova Aquitània. L'any 2007 tenia 1.092 habitants.

## Demografia

### Població
El 2007 la població de fet de Salles-d'Angles era de 1.092 persones. Hi havia 414 famílies de les quals 84 eren unipersonals (28 homes vivint sols i 56 dones vivint soles), 185 parelles sense fills, 141 parelles amb fills i 4 famílies monoparentals amb fills.
La població ha evolucionat segons el següent gràfic:
Habitants censats

### Habitatges
El 2007 hi havia 488 habitatges, 430 eren l'habitatge principal de la família, 21 eren segones residències i 37 estaven desocupats. 483 eren cases i 2 eren apartaments. Dels 430 habitatges principals, 366 estaven ocupats pels seus propietaris, 54 estaven llogats i ocupats pels llogaters i 9 estaven cedits a títol gratuït; 1 tenia una cambra, 11 en tenien dues, 44 en tenien tres, 117 en tenien quatre i 256 en tenien cinc o més. 401 habitatges disposaven pel capbaix d'una plaça de pàrquing. A 165 habitatges hi havia un automòbil i a 239 n'hi havia dos o més.

### Piràmide de població
La piràmide de població per edats i sexe el 2009 era:
| Homes | Edats   | Dones |
| ----- | ------- | ----- |
| 0     | 95 o +  | 4     |
| 4     | 90 a 94 | 12    |
| 8     | 85 a 89 | 28    |
| 12    | 80 a 84 | 12    |
| 20    | 75 a 79 | 32    |
| 24    | 70 a 74 | 28    |
| 32    | 65 a 69 | 36    |
| 32    | 60 a 64 | 48    |
| 24    | 55 a 59 | 16    |
| 44    | 50 a 54 | 24    |
| 60    | 45 a 49 | 56    |
| 24    | 40 a 44 | 32    |
| 48    | 35 a 39 | 40    |
| 28    | 30 a 34 | 36    |
| 32    | 25 a 29 | 44    |
| 16    | 20 a 24 | 12    |
| 44    | 15 a 19 | 24    |
| 20    | 10 a 14 | 24    |
| 48    | 5 a 9   | 36    |
| 24    | 0 a 4   | 24    |

## Economia
El 2007 la població en edat de treballar era de 657 persones, 471 eren actives i 186 eren inactives. De les 471 persones actives 435 estaven ocupades (240 homes i 195 dones) i 36 estaven aturades (14 homes i 22 dones). De les 186 persones inactives 94 estaven jubilades, 38 estaven estudiant i 54 estaven classificades com a «altres inactius».

### Ingressos
El 2009 a Salles-d'Angles hi havia 439 unitats fiscals que integraven 1.082,5 persones, la mediana anual d'ingressos fiscals per persona era de 18.276 €.

### Activitats econòmiques
Dels 56 establiments que hi havia el 2007, 2 eren d'empreses extractives, 3 d'empreses alimentàries, 1 d'una empresa de fabricació de material elèctric, 5 d'empreses de fabricació d'altres productes industrials, 4 d'empreses de construcció, 19 d'empreses de comerç i reparació d'automòbils, 3 d'empreses de transport, 2 d'empreses d'hostatgeria i restauració, 2 d'empreses financeres, 5 d'empreses immobiliàries, 3 d'empreses de serveis, 4 d'entitats de l'administració pública i 3 d'empreses classificades com a «altres activitats de serveis».
Dels 6 establiments de servei als particulars que hi havia el 2009, 1 era un paleta, 2 guixaires pintors, 1 electricista, 1 restaurant i 1 agència immobiliària.
Dels 3 establiments comercials que hi havia el 2009, 1 era una botiga de menys de 120 m², 1 una fleca i 1 una perfumeria.
L'any 2000 a Salles-d'Angles hi havia 53 explotacions agrícoles que ocupaven un total de 1.620 hectàrees.

## Equipaments sanitaris i escolars
El 2009 hi havia una escola elemental integrada dins d'un grup escolar amb les comunes properes formant una escola dispersa.

## Poblacions més properes
El següent diagrama mostra les poblacions més properes.